# Premier ministre de Mongolie
Le Premier ministre de Mongolie est le chef du gouvernement, élu par le Parlement mongol, appelé Grand Houral, qui peut également le destituer en adoptant une motion de défiance.
La fonction est mise en place une première fois en 1912, peu après la déclaration d'indépendance vis-à-vis de la Chine, qui n'est pas reconnue internationalement. Il faut attendre 1921 et la seconde déclaration d'indépendance pour que le pays soit reconnu comme tel. Le parti communiste mongol, connu sous le nom de Parti révolutionnaire du peuple mongol (PRPM), prend d'emblée le contrôle du poste de Premier ministre sous le régime de la République populaire mongole. Calquant la structure de l'État sur celle du puissant voisin soviétique, le PRPM vide rapidement la fonction de ses pouvoirs : le président du Conseil des commissaires du peuple devient le bras de l'exécutif mongol avant d'être renommé président du Conseil des ministres en 1946.
À la suite de la chute de l'URSS, l'ère communiste prend fin en Mongolie et le poste de Premier ministre reprend ses attributions initiales en 1990.
Le nom et par conséquent la date de création reconnue du poste de Premier ministre sont sujets à débat : le Lama Tseren est parfois considéré comme le premier titulaire du poste ou bien Sajnnojonkhan Shirindambyn Namnansuren, présenté comme tel par le gouvernement mongol.
Le Premier ministre en exercice depuis juin 2025 est Gombojav Zandanshatar.
| Nom                                    | Investiture       | Fin du mandat           | Parti                                         |
| -------------------------------------- | ----------------- | ----------------------- | --------------------------------------------- |
| Sajnnojonkhan Shirindambyn Namnansuren | novembre 1912     | avril 1919              | -                                             |
| Khatan-Baatar Sandagdorjiyn Maksarjav  | 15 février 1921   | mars 1921               | -                                             |
| Dambyn Chagdarjav                      | 13 mars 1921      | 16 avril 1921           | Parti révolutionnaire du peuple mongol        |
| Dogsomyn Bodoo                         | 16 avril 1921     | 7 janvier 1922          | Parti révolutionnaire du peuple mongol        |
| Sodnomyn Damdinbazar                   | 3 mars 1922       | 23 juin 1923            | Parti révolutionnaire du peuple mongol        |
| Balingiyn Tserendorj Beyse             | 28 septembre 1923 | 13 février 1928         | Parti révolutionnaire du peuple mongol        |
| Agdanbuugiyn Amar                      | 21 février 1928   | 27 avril 1930           | Parti révolutionnaire du peuple mongol        |
| Tsengeltiyn Jigjidav                   | 27 avril 1930     | 2 juillet 1932          | Parti révolutionnaire du peuple mongol        |
| Peljidiyn Genden                       | 2 juillet 1932    | 2 mars 1936             | Parti révolutionnaire du peuple mongol        |
| Agdanbuugiyn Amar                      | 22 mars 1936      | 7 mars 1939             | Parti révolutionnaire du peuple mongol        |
| Horloogiyn Choybalsan                  | 24 mars 1939      | 26 janvier 1952         | Parti révolutionnaire du peuple mongol        |
| Yumjagiyn Tsedenbal                    | 26 janvier 1952   | 11 juin 1974            | Parti révolutionnaire du peuple mongol        |
| Jambyn Batmönh                         | 11 juin 1974      | 12 décembre 1984        | Parti révolutionnaire du peuple mongol        |
| Dumaagiin Sodnom                       | 12 décembre 1984  | 21 mars 1990            | Parti révolutionnaire du peuple mongol        |
| Sharavyn Gungaadorj                    | 21 mars 1990      | 11 septembre 1990       | Parti révolutionnaire du peuple mongol        |
| Dashiyn Byambasüren                    | 11 septembre 1990 | 21 juillet 1992         | Parti révolutionnaire du peuple mongol        |
| Puntsagiyn Jasray                      | 16 juillet 1992   | 19 juillet 1996         | Parti révolutionnaire du peuple mongol        |
| Mendsaikhany Enkhsaikhan               | 19 juillet 1996   | 23 avril 1998           | Union démocratique                            |
| Tsakhiagiyn Elbegdorj                  | 23 avril 1998     | 9 décembre 1998         | Parti national démocratique mongol            |
| Janlavyn Narantsatsralt                | 9 décembre 1998   | 22 juillet 1999         | Parti national démocratique mongol            |
| Nyam-Osoryn Tuyaa                      | 22 juillet 1999   | 30 juillet 1999         | Parti national démocratique mongol            |
| Rinchinnyamyn Amarjargal               | 30 juillet 1999   | 26 juillet 2000         | Parti national démocratique mongol            |
| Nambaryn Enkhbayar                     | 26 juillet 2000   | 20 août 2004            | Parti révolutionnaire du peuple mongol        |
| Tsakhiagiyn Elbegdorj                  | 20 août 2004      | 13 janvier 2006         | Parti démocrate                               |
| Miyeegombyn Enkhbold                   | 24 janvier 2006   | 22 novembre 2007        | Parti révolutionnaire du peuple mongol        |
| Sanjaagiin Bayar                       | 22 novembre 2007  | 28 octobre 2009         | Parti révolutionnaire du peuple mongol        |
| Sükhbaataryn Batbold                   | 29 octobre 2009   | 10 août 2012            | Parti révolutionnaire du peuple mongol        |
| Norovyn Altankhuyag                    | 10 août 2012      | 5 novembre 2014         | Parti démocrate                               |
| Dendev Terbishdagva                    | 5 novembre 2014   | 21 novembre 2014        | Parti révolutionnaire du peuple mongol (2010) |
| Chimed Saikhanbileg                    | 21 novembre 2014  | 7 juillet 2016          | Parti démocrate                               |
| Jargaltulga Erdenebat                  | 7 juillet 2016    | 4 octobre 2017          | Parti du peuple mongol                        |
| Ukhnaagiin Khürelsükh                  | 4 octobre 2017    | 27 janvier 2021         | Parti du peuple mongol                        |
| Luvsannamsrai Oyun-Erdene              | 27 janvier 2021   | 3 juin 2025 (démission) | Parti du peuple mongol                        |
| Gombojav Zandanshatar                  | 13 juin 2025      |                         | Parti du peuple mongol                        |